# Jacques Baumer
Pour les articles homonymes, voir Baumer.
Jacques Baumer né Jacques, Henri Nusbaumer le 12 avril 1885 à Paris IVe et mort le 20 juin 1951 à Montchauvet (Yvelines), est un comédien français, également metteur en scène de théâtre.

## Biographie
Fils de bijoutier, il est déjà artiste dramatique avant son incorporation dans l'artillerie pour le service militaire de 1906 à 1908. Rappelé sous les drapeaux par la mobilisation générale en août 1914, il est transféré dans l'artillerie lourde en 1915. Blessé par éclat d'obus au bras droit en mars 1917, il est décoré de la Croix de guerre avec une citation à l'ordre de son groupe d'artillerie en tant que téléphoniste et observateur. Nommé brigadier puis maréchal des logis en 1918, il est rendu à la vie civile par congé de démobilisation en mars 1919.
De petite taille, un physique à la « monsieur tout le monde », Jacques Baumer connaît une longue carrière au théâtre - se faisant remarquer dans la pièce La souriante Madame Beudet de Denys Amiel et André Obey ou dans des opérettes La Maréchale Sans-Gêne au théâtre du Châtelet. Il ne débute que tardivement au cinéma à l'âge de 47 ans. Il incarne dès lors, dans une quarantaine de films, des personnages timides, discrets, avec un grand naturel.
Il débute en 1932 devant les caméras de Georges Lacombe, dans Ce cochon de Morin. Puis il s'impose, dans des seconds rôles, comme une figure incontournable du cinéma français des années 1930 et 40 et tourne pour beaucoup de ses plus grands réalisateurs : Julien Duvivier (La Belle Équipe, 1936), Robert Siodmak (Mollenard, 1937), Sacha Guitry (Désiré, 1938 et Le Comédien, 1948), Marcel Carné (Le jour se lève, 1939), René Le Hénaff (Le Colonel Chabert, 1943), Maurice Tourneur (Impasse des Deux-Anges, 1948) ou Yves Allégret (Manèges, 1949). Il fut remarquable en commissaire dans Le jour se lève, en procureur - face à Raimu - dans Les Inconnus dans la maison d'Henri Decoin (1942). Il fut Delebeque dans Le Colonel Chabert et Noirtier dans Le Comte de Monte-Cristo de Robert Vernay (1943). Il incarne parfaitement le maître d'équitation lucide, ami de Bernard Blier, dans Manèges d'Yves Allégret. Caroline Chérie de Richard Pottier en (1950) est sa dernière apparition au cinéma.
Il a été marié avec l'actrice Marguerite Pierry.  
Il est inhumé au cimetière du Père Lachaise (82e division) à Paris.

## Filmographie
- 1932 : Ce cochon de Morin de Georges Lacombe
- 1933 : Étienne de Jean Tarride
- 1936 : La Reine des resquilleuses de Max Glass et Marco de Gastyne – (M. Legrand)
- 1936 : L'Homme sans cœur de Léo Joannon - (Jeanton)
- 1936 : La Belle Équipe de Julien Duvivier - (M. Jubette)
- 1937 : Courrier Sud de Pierre Billon – (Le procureur)
- 1937 : La Porte du large de Marcel L'Herbier - (Le commandant Bovy)
- 1937 : Gribouille de Marc Allégret - (M. Morinier)
- 1937 : Mollenard de Robert Siodmak
- 1937 : Feu ! de Jacques de Baroncelli - (Di-Larco)
- 1937 : Un déjeuner de soleil de Marcel Cravenne - (M. Fleury-Vallée)
- 1937 : Double Crime sur la ligne Maginot de Félix Gandéra - (L'inspecteur Finois)
- 1938 : La Glu de Jean Choux - (Le docteur Cézambre)
- 1938 : La Piste du sud de Pierre Billon - (Gomez)
- 1938 : Café de Paris de Yves Mirande et Georges Lacombe - (Le commissaire de police)
- 1938 : Légions d'honneur de Maurice Gleize - (Le commissaire du gouvernement)
- 1938 : Désiré de Sacha Guitry - (Félix)
- 1938 : La Tragédie impériale de Marcel L'Herbier - (Prokoff)
- 1938 : Durand bijoutier de Jean Stelli
- 1938 : Accord final de J. Rosenkranz - (M. Hénard)
- 1939 : Le jour se lève de Marcel Carné
- 1939 : Entente cordiale de Marcel L'Herbier - (Clemenceau)
- 1939 : Derrière la façade de Yves Mirande et Georges Lacombe - (Commissaire Lambert)
- 1940 : Paris-New York de Yves Mirande - (Le commissaire Lambert)
- 1942 : Les Inconnus dans la maison de Henri Decoin - (Maître Gérard Rogissart)
- 1942 : Les Ailes blanches de Robert Péguy - (Henri Lebourg)
- 1942 : Les affaires sont les affaires de Jean Dréville - (Grugh)
- 1942 : L'Appel du bled de Maurice Gleize - (Le médecin)
- 1942 : Le Bienfaiteur de Henri Decoin - (Le directeur de la P.J)
- 1942 : Mahlia la métisse de Walter Kapps
- 1942 : Mademoiselle Béatrice de Max de Vaucorbeil - (Maître Bergas)
- 1943 : Le Comte de Monte-Cristo de Robert Vernay - (Noirtier), dans la première époque Edmond Dantès
- 1943 : Le Colonel Chabert de René Le Hénaff - (M. Delbecq)
- 1943 : L'Éternel Retour de Jean Delannoy
- 1943 : Coup de tête de René Le Hénaff - (M. Vorage)
- 1944 : Les Caves du Majestic de Richard Pottier - (Arthur Donge)
- 1947 : Par la fenêtre de Gilles Grangier - (M. Miroud, le commanditaire)
- 1948 : Impasse des Deux-Anges de Maurice Tourneur - (Jérôme)
- 1948 : Le Comédien de Sacha Guitry - (M. Maillard)
- 1949 : Millionnaires d'un jour de André Hunebelle - (Le président du tribunal)
- 1949 : Ronde de nuit de François Campaux - (Le juge)
- 1949 : Le Furet de Raymond Leboursier - (Le commissaire Hyacinthe)
- 1949 : Manèges de Yves Allégret - (Louis)
- 1950 : Ma pomme de Marc-Gilbert Sauvajon - (Maître Dubuisson)
- 1951 : Caroline chérie de Richard Pottier - (L'officier chez Van Krift)

## Théâtre

### Comédien
- 1921 : La Souriante Madame Beudet de Denys Amiel et André Obey, théâtre de Paris
- 1923 : La Vagabonde de Colette et Léopold Marchand, théâtre de la Renaissance
- 1924 : La Galerie des glaces de Henry Bernstein, théâtre du Gymnase
- 1927 : Vient de paraître d'Édouard Bourdet, mise en scène Victor Boucher, théâtre de la Michodière
- 1929 : Topaze de Marcel Pagnol, tournée Karsenty, Topaze
- 1929 : Durand, bijoutier de Léopold Marchand, théâtre Saint-Georges
- 1930 : Étienne de Jacques Deval, théâtre Saint-Georges
- 1933 : Karma de Jeffrey Dell, théâtre de l'Œuvre
- 1934 : Les Temps difficiles d'Édouard Bourdet, théâtre de la Michodière
- 1936 : Europe de Maurice Rostand, théâtre Pigalle
- 1936 : La vie est si courte de Léopold Marchand, théâtre Pigalle
- 1938 : Duo de Paul Géraldy, mise en scène Jean Wall, théâtre Saint-Georges
- 1941 : La Machine à écrire de Jean Cocteau, mise en scène Jean Cocteau, théâtre Hébertot
- 1943 : Clotilde du Mesnil de Henry Becque, mise en scène Alice Cocéa, théâtre des Ambassadeurs
- 1943 : Mais n'te promène donc pas toute nue ! de Georges Feydeau, mise en scène Alice Cocéa, théâtre des Ambassadeurs
- 1943 : À la gloire d'Antoine de Sacha Guitry, théâtre Antoine
- 1947 : Nuits noires de John Steinbeck, mise en scène Henri Rollan, théâtre Saint-Georges
- 1944 : Mademoiselle Antoinette de Jean Guitton, théâtre de l'Apollo
- 1950 : Harvey de Mary Chase, mise en scène Marcel Achard, théâtre Antoine
- 1950 : Le furet

### Metteur en scène
- 1929 : L'Amoureuse Aventure de Paul Armont et Marcel Gerbidon, théâtre Édouard VII
- 1930 : Mistigri de Marcel Achard, théâtre Daunou
- 1930 : Langrevin père et fils de Tristan Bernard, théâtre des Nouveautés
- 1931 : Le Cyclone de Somerset Maugham, théâtre des Ambassadeurs
- 1932 : Mademoiselle de Jacques Deval, théâtre Saint-Georges
- 1932 : Trois et une de Denys Amiel, théâtre Saint-Georges
- 1933 : Lundi 8 heures de George S. Kaufman et Edna Ferber, théâtre des Ambassadeurs
- 1934 : Le Discours des prix, pièce en 3 actes et 4 tableaux de Jean Sarment, théâtre Saint-Georges, le 27 septembre 1934 à Paris[6]
- 1934 : Liberté provisoire de Michel Duran, théâtre Saint-Georges
- 1936 : Ma liberté de Denys Amiel, Théâtre Saint-Georges
- 1942 : Les Inséparables de Germaine Lefrancq, théâtre de Paris
- 1942 : Les J3 ou la nouvelle école de Roger-Ferdinand, théâtre des Bouffes-Parisiens
- 1946 : Ce soir je suis garçon ! d'Yves Mirande & André Mouëzy-Éon, théâtre Antoine
- 1946 : Les Derniers Seigneurs de Roger Ferdinand, théâtre Édouard VII
- 1946 : La Nuit du 16 janvier d'Ayn Rand, théâtre de l'Apollo
- 1946 : Étienne de Jacques Deval, théâtre La Bruyère
- 1948 : Ils ont vingt ans de Roger Ferdinand, théâtre Daunou
- 1950 : J'y suis, J'y reste ! de Jean Valmy et Raymond Vinci, Théâtre du Gymnase
- 1954 : Les J3 de Roger-Ferdinand, théâtre de l'Ambigu